# Damernas distans vid världsmästerskapen i skidskytte 2011
Damernas distanslopp vid VM i skidskytte 2011 avgjordes den 9 mars 2011 i Chanty-Mansijsk, Ryssland kl. 13:15 svensk tid (CET). Distansen var 15 km och loppet innehöll fyra skjuttillfällen; ligg + stå + ligg + stå. Varje missat skott gjorde att åkaren fick en minuts tillägg på sin åktid. Guldmedaljör blev Helena Ekholm, Sverige.

## Tidigare världsmästare
| År   | Ort             | Mästare             |
| ---- | --------------- | ------------------- |
| 2006 | Pokljuka        | Tävlades inte i     |
| 2007 | Antholz         | Linda Grubben       |
| 2008 | Östersund       | Jekaterina Jurjeva* |
| 2009 | Pyeongchang     | Kati Wilhelm        |
| 2010 | Chanty-Mansijsk | Tävlades inte i     |

* Ryskan blev ett år senare avstängd på grund av doping.

## Resultat
| Placering | Namn               | Land        | Tid     | Straffminuter (L+S) |
| --------- | ------------------ | ----------- | ------- | ------------------- |
| 1         | Helena Ekholm      | Sverige     | 47:08,3 | 0 (0+0+0+0)         |
| 2         | Tina Bachmann      | Tyskland    | 49:24,1 | 2 (0+2+0+0)         |
| 3         | Vita Semerenko     | Ukraina     | 50:00,4 | 3 (1+0+0+2)         |
| 4         | Nadezjda Skardino  | Vitryssland | 50:10,0 | 1 (0+0+0+1)         |
| 5         | Magdalena Neuner   | Tyskland    | 50:24,9 | 5 (0+2+1+2)         |
| 6         | Marie Dorin        | Frankrike   | 50:57,7 | 3 (1+1+0+1)         |
| 7         | Jekaterina Jurlova | Ryssland    | 51:29,2 | 3 (1+1+0+1)         |
| 8         | Veronika Vítková   | Tjeckien    | 51:43,5 | 2 (0+0+1+1)         |
| 9         | Anastasija Kuzmina | Slovakien   | 51:44,8 | 5 (1+0+2+2)         |
| 10        | Tora Berger        | Norge       | 51:53,0 | 5 (1+1+2+1)         |
| 11        | Valj Semerenko     | Ukraina     | 51:54,5 | 4 (0+1+1+2)         |
| 12        | Eveli Saue         | Estland     | 51:56,5 | 2 (1+0+1+0)         |
| 13        | Selina Gasparin    | Schweiz     | 51:57,5 | 2 (0+1+0+1)         |
| 14        | Natalia Guseva     | Ryssland    | 52:06,3 | 4 (1+0+1+2)         |
| 15        | Karin Oberhofer    | Italien     | 52:11,2 | 2 (1+1+0+0)         |